# Ampoigné
Ampoigné – miejscowość i dawna gmina we Francji, w regionie Kraj Loary, w departamencie Mayenne. W 2013 roku populacja ówczesnej gminy wynosiła 574 mieszkańców. 
W dniu 1 stycznia 2018 roku z połączenia dwóch ówczesnych gmin – Ampoigné oraz Laigné – utworzono nową gminę Prée-d’Anjou. Siedzibą gminy została miejscowość Laigné.